# Aphanius mento
Aphanius mento es una especie de pez de la familia de los ciprinodóntidos en el orden de los ciprinodontiformes.

## Morfología
Los machos pueden alcanzar los 5 cm de longitud total

## Distribución geográfica
Se encuentran en Asia: Irán, Irak, Siria, Israel, Jordania, Líbano y Turquía.